# 96丁目駅 (IND8番街線)
96丁目駅（96ちょうめえき、英: 96th Street）はニューヨーク市地下鉄のIND8番街線の駅である。アッパー・ウエスト・サイドの西96丁目とセントラル・パーク・ウエストの交差点に位置し、A系統が深夜のみ、B系統が平日の23時まで、C系統が深夜を除く終日停車している。

## 駅構造
| G  | 地上階                     | 出入口 |
| B1 | 北行急行線                 | ← 通過 |
| B1 | 北行緩行線                 | ← 深夜帯：インウッド-207丁目駅行き（103丁目駅） ← 平日：ベッドフォード・パーク・ブールバード駅行き、145丁目駅行き（103丁目駅） ← 168丁目駅行き（103丁目駅） |
| B1 | 単式ホーム、左側ドアが開く | |
| B1 | 改札階                     | 改札、駅員詰所、メトロカード自動券売機 |
| B2 | 南行急行線                 | → 通過 → |
| B2 | 南行緩行線                 | → 深夜帯：モット・アベニュー駅行き（86丁目駅）→ 平日：ブライトン・ビーチ駅行き（86丁目駅）→ ユークリッド・アベニュー駅行き（86丁目駅）→                     |
| B2 | 単式ホーム、右側ドアが開く | |

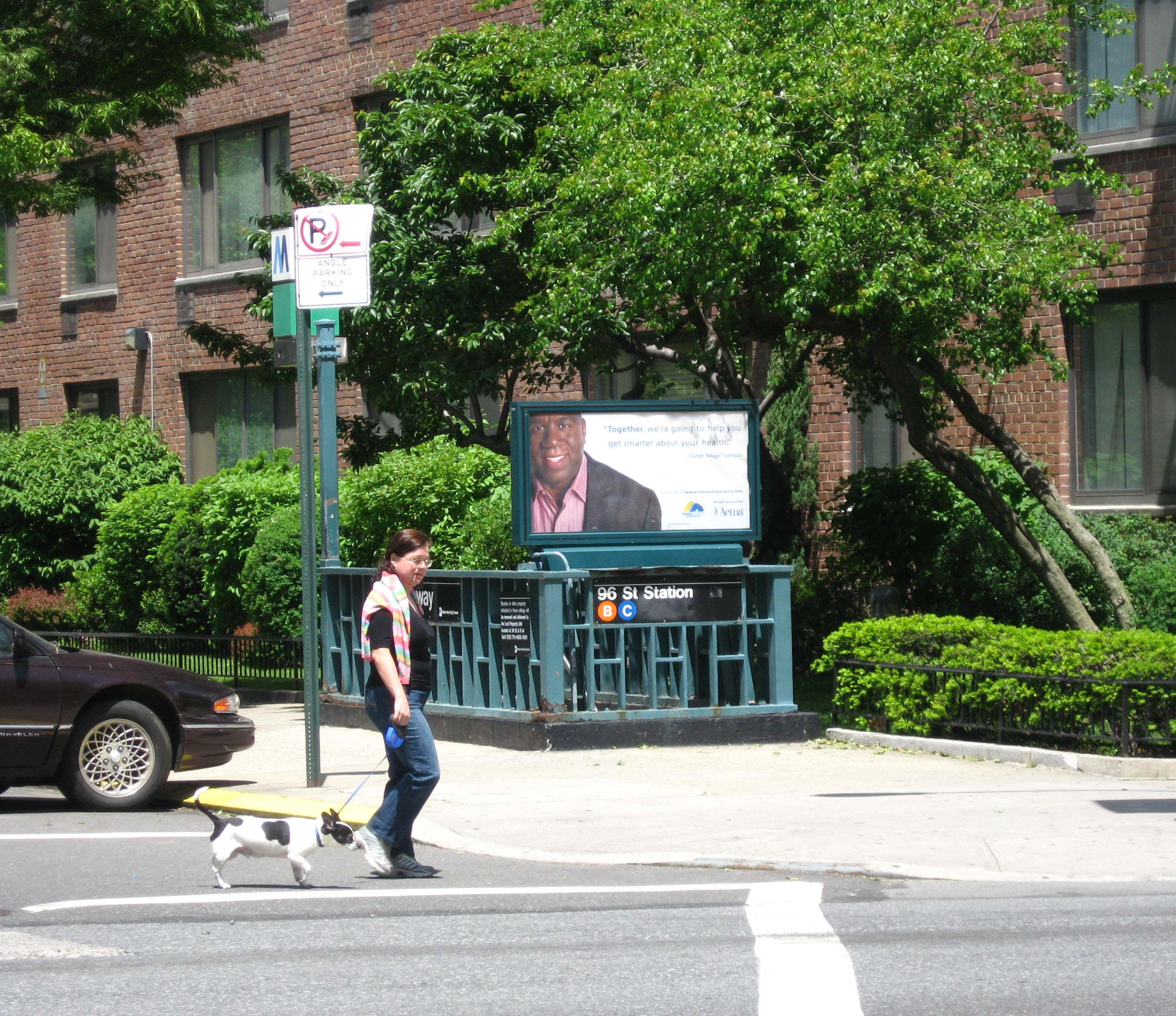
97丁目にある入口

この駅は1932年9月10日に開業、2層式で上層階を北行緩行・急行線が、下層階を南行緩行・急行線が走っている。ホームは南北緩行線の西側にある。
ホーム壁面には「"96TH ST."」と青タイルと白タイルの組み合わせで書かれており、その下には黒タイルと白タイルの組み合わせで改札口の方向付きの小さな標もある。この小さな標は現在ホーム南端の95丁目の改札口が閉鎖されている事を示している。また、方向付きの標と同じフォーマットで「"96"」と書かれた小さな標も駅名標の下に等間隔で掲げられているほか、ホーム上に等間隔で立っている青色の柱にはニューヨーク市地下鉄標準の黒地に白の駅名標が掲げられている。

### 出口
当駅の改札口は全て上層ホーム横に2つあり、そこから階段で地上もしくは地下2階ホームへと行くこととなる。終日有人の改札口はホーム中央にあり、終日無人の改札口は駅の北端、97丁目にある。また、先述の通り駅南端の95丁目にもかつては改札口があった。
- 階段1つ、セントラル・パーク・ウエストと西96丁目の交差点南西[5]。
- 階段1つ、セントラル・パーク・ウエストと西97丁目の交差点北西[5]。
- 階段1つ、セントラル・パーク・ウエストと西97丁目の交差点南西[5]。